# Arturo Paglia
Arturo Paglia (Napoli, 28 aprile 1970) è un produttore cinematografico e attore italiano.

## Biografia
Arturo Paglia è un produttore cinematografico italiano. Ha fondato la Paco Cinematografica nel 2003 insieme a Isabella Cocuzza. Tra il 2003 e il 2004 ha prodotto alcuni documentari, mentre tra il 2005 e il 2006 tre film: Padiglione 22, Lettere dalla Sicilia e Cover Boy, tutte pellicole considerate di interesse culturale nazionale, avendo ottenuto il finanziamento dalla Direzione Generale Cinema del Ministero dei Beni e delle Attività Culturali.
Nel 2009 la Paco Cinematografica ha prodotto e co-distribuito con Eagle Pictures l'opera prima di Rocco Papaleo Basilicata Coast to Coast. Tra i vari riconoscimenti ottenuti dal film: 3 David di Donatello, 2 Nastri d'argento, 1 Globo d'oro e il Ciak d'oro per la migliore colonna sonora. Nel 2011 ha realizzato Scossa, un film in 4 episodi sul terremoto di Messina del 1908, scritti e diretti da Giorgio Arlorio, Ugo Gregoretti, Carlo Lizzani, Citto Maselli e Nino Russo. Nel 2012 Paglia ha prodotto La migliore offerta, film scritto e diretto da Giuseppe Tornatore che ha vinto 6 statuette ai David di Donatello, 4 Nastri d'argento e 4 Ciak d'oro. In questi tre premi ha vinto nelle categorie Miglior film e Miglior regia. Arturo Paglia e la Paco Cinematografica hanno ottenuto la candidatura ai David di Donatello per la Miglior produzione e vinto il Nastro d'argento per la stessa categoria.
Tra il 2014 e il 2015 Paco Cinematografica si orienta al mercato internazionale, completando i primi progetti di co-produzione: il film La prima luce di Vincenzo Marra, co-produzione italo-cilena, e il film La stoffa dei sogni di Gianfranco Cabiddu, una co-produzione italo-francese, presentato in anteprima alla Festa del Cinema di Roma 2015.
Il 14 gennaio 2016 esce nelle sale italiane La corrispondenza, film di Giuseppe Tornatore girato tra Italia e Gran Bretagna, che vede protagonisti Jeremy Irons e Olga Kurylenko. Seguono, nel 2018, “Il Flauto Magico di Piazza Vittorio”, “In viaggio con Adele” e “Cosa fai
a Capodanno”. Nel 2019 la società realizza "Mio fratello rincorre i dinosauri", scritto da Fabio Bonifacci con la
collaborazione di Giacomo Mazzariol, autore dell’omonimo libro bestseller in Italia. Opera prima diretta da Stefano
Cipani, il lungometraggio viene presentato alla 76esima edizione della Mostra Internazionale d’Arte Cinematografica di
Venezia, come evento speciale della rassegna «Giornate degli autori» e, in quell’occasione riceve il Premio Sorriso
Diverso. Successivamente il film si aggiudica anche il David Giovani e lo Young Audience Award agli EFA. Nello
stesso anno la società porta in sala “Brave Ragazze”, seconda regia di Michela Andreozzi a cui seguono, nel 2019, "Il
talento del calabrone", opera prima diretta da Giacomo Cimini, e nel 2020, “Il silenzio Grande” di Alessandro
Gassmann, “Genitori Vs Influencers”, ancora di Michela Andreozzi, e “I cassamortari” di Claudio Amendola. 
Nel 2021 la società produce “Educazione fisica”, secondo film di Stefano Cipani, scritto dai Fratelli D’Innocenzo, già
vincitori dell’Orso d’Argento di Berlino 2020 per la Migliore Sceneggiatura con il loro “Favolacce”. Nel 2022
la società di Isabella Cocuzza e Arturo Paglia termina le riprese, effettuate tra l’Italia e la Norvegia, di “Una gran
voglia di vivere”, quarta regia di Michela Andreozzi. Nello stesso anno la Paco lavora alla sua prima opera seriale,
ideata e diretta dai Fratelli D’Innocenzo, intitolata “Dostoevskij”. La serie è una in-house production Sky
Studios prodotta con Paco Cinematografica. Nel 2023 la società si dedica alla
realizzazione di diversi titoli, tra cui: “Napoli – New York”, tratto da un soggetto inedito di Federico Fellini e Tullio Pinelli, diretto dal premio Oscar Gabriele Salvatores, autore della sceneggiatura; “AmicheMai”, road movie che
segna il ritorno dietro la macchina da presa di Maurizio Nichetti, maestro della commedia surreale; e il nuovo
film diretto da Claudio Amendola, "Ari-Cassamortari", sequel del fortunato "I Cassamortari". Attualmente la Paco è
impegnata nella post-produzione di "Strike - Figli di un'era sbagliata", opera prima scritta, diretta e interpretata da
Gabriele Berti, Giovanni Nasta e Diego Tricarico, giovani autori under 35.

## Filmografia

### Attore

#### Cinema
- Il tuffo, regia di Massimo Martella (1993)
- Isotta, regia di Maurizio Fiume (1996)
- La misura dell'amore, episodio di Corti stellari, regia di Maurizio Dell'Orso (1997)
- La vita, per un'altra volta, regia di Domenico Astuti (1999)
- La donna lupo, regia di Aurelio Grimaldi (1999)
- Un mondo d'amore, regia di Aurelio Grimaldi (2002)
- Se sarà luce sarà bellissimo - Moro: Un'altra storia, regia di Aurelio Grimaldi (2004)
- Certi bambini, regia di Andrea e Antonio Frazzi (2004)
- Ladri di barzellette, regia di Bruno Colella e Leonardo Giuliano (2004)
- Nel mio amore, regia di Susanna Tamaro (2004)
- Padiglione 22, regia di Livio Bordone (2005)

#### Televisione
- Liberate mio figlio, regia di Roberto Malenotti (1992)
- Morte di una strega, regia di Cinzia TH Torrini (1995)
- Infiltrato, regia di Claudio Sestieri – film TV (1996)
- Racket – serie TV (1997)
- Don Milani - Il priore di Barbiana, regia di Andrea e Antonio Frazzi – miniserie TV (1997)
- Non parlo più, regia di Vittorio Nevano (1995)
- Storia di Chiara, regia di Andrea e Antonio Frazzi (1995)
- La piovra 10, regia di Luigi Perelli (2001)
- Senza confini, regia di Fabrizio Costa (2001)
- Marcinelle, regia di Andrea e Antonio Frazzi – miniserie TV (2003)

### Produttore
- Padiglione 22, regia di Livio Bordone (2006)
- Lettere dalla Sicilia, regia di Manuel Giliberti (2006)
- Cover-boy, regia di Carmine Amoroso (2006)
- Basilicata coast to coast, regia di Rocco Papaleo (2010)
- Scossa, regia di Giorgio Arlorio, Ugo Gregoretti, Carlo Lizzani, Citto Maselli e Nino Russo (2011)
- La migliore offerta, regia di Giuseppe Tornatore (2013)
- Una piccola impresa meridionale, regia di Rocco Papaleo (2013)
- La prima luce, regia di Vincenzo Marra (2015)
- La stoffa dei sogni, regia di Gianfranco Cabiddu (2015)
- La corrispondenza, regia di Giuseppe Tornatore (2016)
- Non è un paese per giovani, regia di Giovanni Veronesi (2016)
- Nove lune e mezza, regia di Michela Andreozzi (2017)
- Il flauto magico di Piazza Vittorio, regia di Mario Tronco e Gianfranco Cabiddu (2018)
- In viaggio con Adele, regia di Alessandro Capitani (2018)
- Cosa fai a Capodanno?, regia di Filippo Bologna (2018)
- Mio fratello rincorre i dinosauri, regia di Stefano Cipani (2019)
- Brave Ragazze, regia di Michela Andreozzi (2019)
- Il talento del calabrone, regia di Giacomo Cimini (2020)
- Genitori vs influencer, regia di Michela Andreozzi (2021)
- Il silenzio grande, regia di Alessandro Gassmann (2021)
- Educazione fisica,  regia di Stefano Cipani (2022)
- Una gran voglia di vivere, regia di Michela Andreozzi (2023)
- Napoli - New York, regia di Gabriele Salvatores (2024)

### Televisione
- Dostoevskij, regia di Damiano e Fabio D'Innocenzo – miniserie TV (2024)